# Вівчарик целебеський
Вівча́рик целебеський (Phylloscopus sarasinorum) — вид горобцеподібних птахів родини вівчарикових (Phylloscopidae). Ендемік Індонезії. Чагарниковий вівчарик раніше вважався конспецифічним з целебеським вівчариком.

## Поширення і екологія
Целебеські вівчарики є ендеміками острова Сулавесі. Вони живуть у вологих гірських тропічних лісах.